# Гордість (фільм)
Гордість (англ. Pride) — драматичний фільм 2014 року, став другою роботою в кіно для режисера Метью Маркуса після 15 років театральної діяльності. Стрічка розповідає про маловідомий епізод історії Великої Британії — про те як, група геїв і лесбійок з Лондона об'єдналися, аби зібрати гроші для страйкуючих шахтарів в Уельсі під час придушення профспілкового руху прем'єр-міністром Маргарет Тетчер.
Світова прем'єра «Гордості» відбулася в рамках 67-го Каннського кінофестивалю, де стрічка закривала програму Двотижневика режисерів. За підсумками фестивалю фільм здобув нагороду «Queer Palm». Після цього почався міжнародний прокат і покази на різноманітних фестивалях, в тому числі в Торонто, здобувши трьох Премію британського незалежного кіно, зокрема головну — «за найкращий британський незалежний фільм», а також номінацію на премію «Золотий глобус» у категорії «найкращий фільм — комедія або мюзикл». Фільм відзначений премією BAFTA в номінації «найкращий дебют британського сценариста, режисера або продюсера».

## Сюжет
Дія фільму, заснованого на реальних подіях, розгортається в 1984 році — в період правління прем'єр-міністра Маргарет Тетчер і в розпал загального страйку шахтарів у Великій Британії. Група лесбійок і гей-активістів, які взяли участь в лондонському гей-параді, приймають рішення зібрати гроші для підтримки їхніх сімей в рамках кампанії Lesbians and Gays Support the Miners. Однак, Національна спілка гірників посоромився взяти кошти з рук представників гей-руху. Активісти, проте, не здалися і вирішили вирушити на мікроавтобусі у невелике шахтарське селище в Уельс і, щоб особисто передати пожертви як акт солідарності.

## Актори
| Актор            | Роль           |
| ---------------- | -------------- |
| Білл Наї         | Кліфф          |
| Імелда Стонтон   | Гефіна Гідон   |
| Домінік Вест     | Джонатан Блейк |
| Ендрю Скотт      | Гетін Робертс  |
| Джордж Маккей    | Джо Купер      |
| Бен Шнетцер      | Марк Ештон     |
| Джозеф Гілган    | Майк Джексон   |
| Фредді Фокс      | Джефф Коул     |
| Педді Консідайн  | Дай Донован    |
| Фей Марсей       | Стеф           |
| Каріна Фернандес | Стелла         |
| Джессі Кейв      | Зої            |
| Джессіка Ганнінг | Шан Джеймс     |

## Виробництво
Під час страйку Маргарет Тетчер заявила, що такого поняття як суспільство не існує. Є лише окремі люди — чоловіки і жінки, і є сім'ї. Головні герої «Гордості» переконані в зворотному. Вони вірять в силу єдності. Обидві діючі у фільмі групи: і LGSM, і шахтарі налаштовані на політичну боротьбу, але нас куди більше приваблюють в них їх людські якості. Уже монтуючи картину, я раптом усвідомив, що розвиток її сюжету: поступово формуються і розвиваються відносини між удаваними антагоністами, які якимось чином все ж долають стоять між ними перешкоди, перетворює фільм в класичну романтичну комедію. Однак, на відміну від традиційного ромкома, відносини ці розвиваються не між двома людьми, а між двома групами, двома спільнотами. І рухає ними не романтична любов, а співчуття. Саме це почуття і лежить в основі того, що ми називаємо суспільством (режисер картини Метью Варкус).
Сценарист Стівен Бересфорд розповів, що чув про цю реальну ситуацію «на початку 1990-х, під час другого раунду закриття шахт. Як наївний 21-річний чоловік, я поставив запитання: чому ми повинні підтримувати шахтарів, вони не підтримують нас. Хтось відвів мене в сторону і сказав: Дозвольте я розповім вам невелику історію» — «і почувши її, в ту хвилину я подумав „нічого собі“. Це повністю змінило мій погляд». Цей сюжет зацікавив продюсера Девіда Лівінгстона, який займався маркетинговими кампаніями. Він говорив, що під час роботи над фільмом «було дуже багато детективної роботи, оскільки було дуже мало інформації. LGSM були молоді і недосвідчені, але мені вдалося вистежити деяких з них. Я знайшов Майка Джексона, який був їхнім секретарем, і він мені дуже допоміг. У нього були записи всіх зустрічей до кожної хвилини і всі газетні вирізки, і цей пошук був схожий на відкриття гробниці Тутанхамона. Я зробив кілька візитів до Уельсу, в долину Дулайс, щоб поговорити з жінками і чоловіками, які брали в цьому участь. Я не був упевнений, який прийом я отримаю, але вони були такі щасливі розповісти свою історію».
Актор Білл Наї заявив, що «це один з найвидатніших сценаріїв, які я коли-небудь читав у своєму житті. Хороші сценарії рідкісні, а смішні ще рідше, але я сміявся від початку і до кінця. І навіть після декількох разів я ніколи не залишався без сліз», тому що «дві основні теми дуже близькі моєму серцю. Якби ваші онуки поставили запитання про те, якими подіями у вашому житті ви найбільше пишаєтеся, то одним з них може бути рух за громадянські права в Америці, а іншим буде емансипація геїв і лесбійок», додавши, що пишається тим, що «був свідком розвитку обох феноменів соціального життя. Фільм розповідає в тому числі і про це теж, але не повчально, а в легкій, розважальній манері». В свою чергу, Ендрю Скотт зазначив, що «це не гей-фільм, він про людяність. Усі на зніманні відповіли на це почуття дуже пристрасне. Вони відчували величезну відповідальність, чи-то чоловіки, жінки чи геї. Наші особисті історії не мають нічого спільного з тим, що ми хочемо для суспільства в цілому».

## Прокат

### Покази на фестивалях і в кінотеатрах
Прем'єра фільму «Гордість» відбулася на 67-му Каннському кінофестивалі, де він здобув овації глядачів і отримав спеціальну нагороду — «Queer Palm». Потім фільм показали на 39-му Кінофестивалі в Торонто, після чого він вийшов у кінотеатрах по усій Великій Британії 12 вересня 2014 року компанією «Pathé», так само як і у Франції. У США фільм в обмежений прокат випустила компанія «CBS Films» 26 вересня в Нью-Йорку, Лос-Анджелесі та Сан-Франциско.
3 листопада стрічка була номінована на кілька нагород Премії британського незалежного кіно, разом з фільмами «71» і «Гра в імітацію». Церемонія вручення премії відбулася 7 грудня у Олд-Біллінсгейті під головуванням Тома Гупера. Гордість виграла три провідних нагороди — «за найкращий британський незалежний фільм», «найкращій акторці другого плану» та «найкращому акторові другого плану».

### Спори про визначення категорії рейтингу
Рішення про видачу фільму категорії рейтингу «R» було прийнято Американською асоціацією кінокомпаній, згідно з яким, перегляд цього фільму заборонений особам, які не досягли віку 17 років без супроводу дорослих. Таке рішення було піддано критиці з боку прихильників ЛГБТ-руху, описавши його як гомофобне і «драконівське». Паралельно, інші фільми, пов'язані з темою ЛГБТ, такі як «Коли найкращий друг — гей» (2013) і «Любов — дивна штука» (2014) також отримали рейтинг «R». Спочатку в Асоціації не давали коментаря з цього приводу, але пізніше член правління Джоан Грейвс заявила, що під категорію «R», потрапляють фільми «незалежно від напрямку їх сюжетних ліній», навівши як приклад фільми «Ерін Брокович», «Хлопці з Джерсі» та «Фрост проти Ніксона» через наявність «матеріалів з насильством, сексом, вживанням наркотиків і лайкою». Британський ЛГБТ-активіст Пітер Тетчелл з цього приводу зазначив, що "в «Гордості» немає ніякого істотного акценту на сексі або насильстві, що виправдовує високі рейтинги. Американська класифікація після перегляду будь-якого фільму навіть з самим м'яким гей-вмістом, здається, автоматично визнає його непридатним для людей до 17 років ".
У Великій Британії стрічка отримала Сертифікат «15» Британської ради з класифікації фільмів за сцени в гей-клубі з людьми, «що носять бондажний одяг», а також через випадок, коли «жінки регочуть, після того як знайшли фалоімітатор і кілька порно-журналів в спальні», і крім того через декілька випадків застосування наркотиків і кадрів «дуже м'якого насильства».

### Касові збори
У перший вікенд у Великій Британії «Гордість» зібрала 718 778 фунтів стерлінгів, ставши третьою найкасовішою стрічкою вихідних після анімаційного фільму «Сімейка монстрів» і фільму «Люсі». Тим часом, в Меморіальний фонд пам'яті Марка Ештона, померлого у віці 26 років від хвороби, викликаної СНІДом, було пожертвувано більше 10 тисяч фунтів стерлінгів. Його друг Кріс Берч зазначив, що «він був ірландцем, комуністом, агітатором, непрактикуючим католиком, проте продовжують зрідка ходити на меси. Він був дуже харизматичним. Його комунізм визначав все, що він зробив. Він провів кілька місяців у Бангладеш у 1982-му і бідність дійсно політизувала його». Після початку прокату, продюсер Стівен Бересфорд повідомив, що обговорив з Варкусом можливість перетворення фільму в мюзикл, і переконався, що проєкт може заробити. У другому вікенді «Гордість» зберегла свою третю позицію з 578 794 £. За треті вихідні фільм впав до шостого місця з виручкою в розмірі 400 247 £, а на четвертий вікенд фільм опинився на десятому місці з 248 654 £ і загальною сумою в 3 265 317 £.
У США за перший вікенд стрічка зібрала 84 тисячі доларів, після чого почалося повільне розширення прокату в додаткових містах з 10 жовтня.

## Критика
З самого початку прокату «Гордість» була зустріта позитивними відгуками, зокрема, на сайті «Rotten Tomatoes» фільм отримав рейтинг 94 % на основі 101 відгуку (), а на «Metacritic» — 80 % по 36 відгуками ().
Джеффрі Макнаб з «The Independent» сказав, що цей фільм — «дійсно надихаюча історія. Його привабливість полягає не тільки в його гуморі, але і в його радісному святкуванні порядності, терпимості й консенсусу в одній з найспірніших тем новітньої британської соціальної історії». Пітер Бредшоу з «The Guardian» зазначив, що цей «пристрасний й привабливий фільм» несе в собі «переможний стимул для прав геїв та прав людини, самоповаги і гордості», й «переконує вас в тому, що хороші хлопці зрештою насправді можуть виграти», а Марк Кермод сказав, що «ця шалена розповідь про малоймовірному союзі між страйкуючими валлійськими шахтарями і гордими лондонськими геями є однією з найчарівніших і піднімаючих настрій фільмів року — для будь-якої аудиторії». У блозі Просперо в «The Economist» зазначено, що попри деяке переродження фільму в дівич-вечір з грубими жартами, «„Гордість“ залишається одним з найбільш войовничих політичних британських фільмів за останній час», бувши «гарячим гімном до поняття того, що якщо достатня кількість людей будуть триматися йти разом, то вони можуть змінити світ».
Джордан Хоффман з «Vanity Fair» сказав, що цей фільм — «абсолютне добро, нагадує, відповідно, оптимістичним чином, скільком ми зобов'язані цьому поколінню гей-активістів. Того, що відбуваються прямо зараз нинішні перемоги в боротьбі за громадянські права знаходять своє коріння в мучеників 80-х, так важко боролися навіть перед лицем смерті від чуми СНІДу», завдяки чому, він «трохи наповнює моє серце (о, Боже, він збирається сказати!) Гордістю». Анна Пауер з «The London Economic» помітила, що це «смішний, зворушливий, святковий фільм», «миттєво заслуговує місця в британській класиці», є «симпатичним шматочком сучасного британського кіно, якому вдається підняти настрій і в той же час бути несамовитим». Вікторія Джонс з «Wales Online» зазначила, що «це фільм про самоповагу. Це невідома історія, і в той час, коли одностатеві шлюби є законними й наші вугледобувні села є тінню самих себе в минулому, він є своєчасним нагадуванням про те, як ми дісталися до цієї точки», внаслідок чого «„Гордість“ є тріумфом у багато в чому».
Енн Хорнадей з «The Washington Post» помітила, що «ця політико-історична драма показує Велику Британію 1980-х років, коли прем'єр-міністр Маргарет Тетчер прагнула зламати віковий профспілковий рух, втягнувши шахтарів країни в болісний затяжний страйк», але хоча «„Гордість“ і закінчується поразкою гірників, фільм також закінчується на ноті торжества того, як союз шахтарів підтримав цивільні права геїв на платформі Лейбористської партії». Пітер Траверс з «Rolling Stone» зазначив, що фільм «є улюбленцем публіки в кращому сенсі цього слова». Гізер Меггі з «National Post» сказала, що «„Гордість“ режисера Метью Варкуса, є своєчасною правдивою історією і добрим нагадуванням про те, як можна покласти розбіжності в сторону й жити в дусі терпимості та миру, що так само важливо сьогодні, як і в 84-му».

## Саундтрек
Саундтрек до фільму включив в себе як поп-хіти 1980-х років, таких гуртів і виконавців як «Queen», «Frankie Goes to Hollywood», «Bronski Beat», «Wham!», «Pet Shop Boys», «Soft Cell», «Culture Club», Грес Джонс, «UB40», Смокі Робінсон, так само як і оригінальні твори композитора [Крістофер Найтінгейл|Крістофера Найтінгейла]].
15 вересня 2014 року компанія «Universal Music» випустила збірник з двох CD-дисків .
Повний список композицій:
| Перша сторона | Перша сторона               | Перша сторона             | Перша сторона |
| #             | Назва                       | Автор                     | Тривалість    |
| ------------- | --------------------------- | ------------------------- | ------------- |
| 1.            | «I Want to Break Free»      | Queen                     | 4:23          |
| 2.            | «Shame, Shame, Shame»       | Shirley & Company         | 3:47          |
| 3.            | «Why?»                      | Bronski Beat              | 4:04          |
| 4.            | «Love & Pride»              | King                      | 3:21          |
| 5.            | «Relax»                     | Frankie Goes to Hollywood | 3:57          |
| 6.            | «Tainted Love»              | Soft Cell                 | 2:37          |
| 7.            | «West End Girls»            | Pet Shop Boys             | 4:01          |
| 8.            | «Karma Chameleon»           | Culture Club              | 4:02          |
| 9.            | «Pull Up to the Bumper»     | Грейс Джонс               | 4:42          |
| 10.           | «You Spin Me Round»         | Dead or Alive             | 3:19          |
| 11.           | «Freedom»                   | Wham!                     | 5:20          |
| 12.           | «I Second That Emotion»     | Смокі Робінсон            | 2:42          |
| 13.           | «Walls Come Tumbling Down»  | The Style Council         | 3:23          |
| 14.           | «Temptation»                | Heaven 17                 | 3:26          |
| 15.           | «Love Will Tear Us Apart»   | Joy Division              | 3:21          |
| 16.           | «Pale Shelter»              | Tears for Fears           | 4:27          |
| 17.           | «Making Plans For Nigel»    | XTC                       | 4:12          |
| 18.           | «Our Lips Are Sealed»       | Fun Boy Three             | 2:53          |
| 19.           | «There Is Power in a Union» | Білли Брегг               | 2:49          |
| 20.           | «Solidarity Forever»        | Піт Сігер                 | 2:51          |
| 21.           | «Across the Great Divide»   | Френк Соліван             | 3:54          |
| 01:17:31      |                             |                           |               |

| Вторая сторона | Вторая сторона                    | Вторая сторона                | Вторая сторона |
| #              | Назва                             | Автор                         | Тривалість     |
| -------------- | --------------------------------- | ----------------------------- | -------------- |
| 1.             | «Two Tribes»                      | Frankie Goes to Hollywood     | 3:24           |
| 2.             | «Blue Monday»                     | New Order                     | 4:04           |
| 3.             | «For a Friend»                    | The Communards                | 4:36           |
| 4.             | «All of My Heart»                 | ABC                           | 4:49           |
| 5.             | «Do Ya Wanna Funk»                | Sylvester                     | 3:29           |
| 6.             | «Red Red Wine»                    | UB40                          | 3:00           |
| 7.             | «Genius of Love»                  | Tom Tom Club                  | 3:28           |
| 8.             | «Homosapien»                      | Пит Шелли                     | 4:34           |
| 9.             | «Hard Times»                      | The Human League              | 4:54           |
| 10.            | «I Travel»                        | Simple Minds                  | 4:03           |
| 11.            | «A New England»                   | Кирсти Макколл                | 3:48           |
| 12.            | «Waiting for the Love Boat»       | The Associates                | 4:26           |
| 13.            | «Ghosts»                          | Japan                         | 4:32           |
| 14.            | «Living on the Ceiling»           | Blancmange                    | 4:03           |
| 15.            | «Robert De Niro's Waiting...»     | Bananarama                    | 3:41           |
| 16.            | «Keep On Keepin' On!»             | The Redskins                  | 3:52           |
| 17.            | «Are You Ready to Be Heartbroken» | Lloyd Cole and the Commotions | 3:05           |
| 18.            | «Across the Bridge»               | Кристофер Найтингейл          | 1:40           |
| 19.            | «Autumn Montage»                  | Кристофер Найтингейл          | 1:25           |
| 20.            | «Homecoming»                      | Кристофер Найтингейл          | 2:50           |
| 21.            | «Bread and Roses»                 | Бронуэн Льюис                 | 1:55           |
| 01:15:38       |                                   |                               |                |

## Нагороди та номінації
| Нагорода                                                  | Категорія                                                       | Номінант                            | Результат |
| --------------------------------------------------------- | --------------------------------------------------------------- | ----------------------------------- | --------- |
| Франція 67-й Каннський кінофестиваль                      | Queer Palm                                                      | Фільм                               | Перемога  |
| Бельгія Гентський міжнародний кінофестиваль—2014          | Приз глядацьких симпатій «Port of Ghent»                        | Фільм                               | Перемога  |
| Нідерланди Лейденський міжнародний кінофестиваль—2014     | Приз глядацьких симпатій                                        | Фільм                               | Перемога  |
| Велика Британія Премія британського незалежного кіно 2014 | Найкращий британський незалежний фільм                          | Фільм                               | Перемога  |
| Велика Британія Премія британського незалежного кіно 2014 | Найкращий режисер                                               | Метью Варкус                        | Номінація |
| Велика Британія Премія британського незалежного кіно 2014 | Найкращий сценарій                                              | Стівен Бересфорд                    | Номінація |
| Велика Британія Премія британського незалежного кіно 2014 | Найкраща акторці другого плану                                  | Імелда Стонтон                      | Перемога  |
| Велика Британія Премія британського незалежного кіно 2014 | Найкращий актор другого плану                                   | Ендрю Скотт                         | Перемога  |
| Велика Британія Премія британського незалежного кіно 2014 | Найкращий актор другого плану                                   | Бен Шнетцер                         | Номінація |
| Велика Британія Премія британського незалежного кіно 2014 | Найперспективніший дебют                                        | Бен Шнетцер                         | Номінація |
| США Золотий Глобус—2015                                   | Найкращий фільм — комедія або мюзикл                            | Фільм                               | Номінація |
| Велика Британія BAFTA—2015                                | Найкращий британський фільм                                     | Фільм                               | Номінація |
| Велика Британія BAFTA—2015                                | Найкраща жіноча роль другого плану                              | Імелда Стонтон                      | Номінація |
| Велика Британія BAFTA—2015                                | Найкращий дебют британського сценариста, режисера або продюсера | Стівен Бересфорд і Девід Лівінгстон | Перемога  |